# 스튜디오 1025 (전북주말)
오은정의 주말 스튜디오 1025는 TBN 전북교통방송(전주 FM 102.5㎒, 장수 FM 106.1㎒)에서 주말 아침 9시부터 10시 55분까지 방송되는 전북권 지역의 아침 라디오 프로그램이다.

## 1부 코너
- <연관 검색어 송> : 닮은 듯 다른 노래 2곡을 이어서 들어보는 시간
- <명작 다시 보기> : 추억의 영화와 ost

## 2부 코너
- <백 투더 차트> 그 때 그 시절 차트를 달군 노래들